# Српски народни песник
Српски народни песник је особа која је извођењем и препричавањем учествовала у стварању српске усмене традиције. Народни песници преузимају постојеће приповедне или песничке обрасце и затим их прихватају, одбацују или модификују. Догађаје које опева песник стилизује средствима посебне усмено поетске граматике која је усвојена у традицији. 
По грађи у чијем преношењу учествују делимо по томе да ли су певали или приповедали. По односу који имају према наслеђу народне песнике можемо поделити на импровизаторе и оне који уче дела напамет. Ово је, уз памћење био критеријум за оцену даровитости песника. По запажању Вука Караџића, лош песник је могао да поквари добру песму, а добар да од лоше направи одличну. 
Једна иста песма другачије ће звучати у зависности од личности песника, његовог порекла, времена у коме је живео, и простора на коме је потекао. Ипак народни песник се служи готовим формулама које му усмена традиција ствара, и зато је он само учесник у развоју једног текста.
Формуле олакшавају импровизацију. Оне представљају вид уметничког апрстраховања и уопштавања, резултат вековног одабира и типизације. Формулативност је битно својство усмене књижевности - то је техника стварања и обликовања усмене књижевности помоћу формула. 
Приповедачи су били знатно већи импровизатори, иако су народне приповетке такође имале утвђен ред и начин приповедања. Импровизација је ипак била сроднија приповеци него песми, где је стих донекле учествовао у конзервацији текста.
Краће песме, и то нарочито лирске, одликује најмања варијатност од стихованих нардоних дела, претежно и због мелодије за коју је текст био везан. Епске песме, међутим, нису имале овај мелодијски оквир па су биле подложније промени (гусларски речитатив је готово исти за све епске песме)
Усмена традиција постоји догод постоји битан садржај или типичан догађај на који ће се ослањати - односно, догод постоје народни песници који ће прилагођавати предање новим временима. Политички, верски или културно неподобне песме временом бивају потиснуте у заборав. 